# Kenny Lattimore
Pour les articles homonymes, voir Latimore.
Kenny Lattimore, né à Washington, D.C. en 1970[réf. nécessaire], est un musicien américain de quiet storm.

## Biographie
Malgré de véritables prédispositions pour la musique (il gagna de nombreux prix à son lycée), il entame des études d’architecte urbaniste. Bien qu’il se consacre à ses études, il rejoint en 1987 le groupe Maniquinn chez Epic et en 1989 ils sortent un album éponyme qui n’atteindra pas le succès escompté. Il quitte le groupe en 1990.
S’ensuit l’écriture et la collaboration avec d’autres artistes tels Glenn Jones, Jon Lucien, Dem Twinzz chantant sur les démos du groupe ce qui lui attire les grand major mais Kenny veut chanter en solo…
C’est en 1993 qu’il décide de partir pour New York et après quelques mois il enregistre une démo de quelques titres qu’il a coécrits avec J.Dibbs et signe un contrat chez Columbia Records. Son premier album solo verra le jour en 1996 avec à la production de grands noms tels Barry Eastmond, Kenneth et Keith Crouch, Dave Hall. Ce n’est que l’année d’après que l’album rentrera dans le top 40 avec le titre Never too busy.
En 1998, il sort From the Soul of Man  puis en 2001 Weekend, l’album sera moins bien apprécié des fans.
Kenny décide de changer et sort un album avec sa femme Chanté Moore en 2003, Things That Lovers Do, où ils reprendront des titres de Keith Sweat, Marvin Gaye, Teddy Pendergrass, Babyface, etc., 12 des 14 titres sont des reprises. En 2004 il sort une compilation de ses meilleurs titres et revient en 2005 avec un nouvel album intitulé Uncovered.